# Бяло швейцарско овчарско куче
Бялото швейцарско овчарско куче (известно още като американо-канадско бяло овчарско куче, бяло немско овчарско куче) е порода куче с отлични работни качества, същевременно бдително куче-пазач и добър домашен компаньон.

## Въведение
Съществуват две разновидности на породата:
- дългокосместа
- късокосместа

В САЩ и Холандия са по-популярни късокосместите бели овчарки, в Германия, Франция, Австрия и други страни – дългокосместите.

## Стандарт на породата

### Общ вид
Първото впечатление от бялото швейцарско овчарско куче е за здраво, подвижно, добре замускулено животно, бдително, изпълнено с живот, с желание за работа интелигентно и уравновесено. Добре балансирано, с хармонично развити предна и задна част. Кучето е по-дълго отколкото високо, представя се с очертания от меки и плавни извивки повече отколкото да е заъглено. Изглежда солидно и едро, а не тънко и източено. Когато е в почивка и когато се движи прави впечатление на мускулест атлет жив, пъргав и подвижен без изглед на тромавост или флегматичност.
Идеалното куче се определя „излъчва благородство и аристократизъм“ – наистина трудно за дефиниция, но когато го погледнеш, впечатлението е ясно забележимо и непогрешимо. Второстепенните полови характеристики са ясно изразени и всяко животно прави определено впечатление на мъжественост или женственост, съобразно пола си.